# パシュトー語
パシュトー語（パシュトーご）は、アフガニスタン、またパキスタンの西部に住むアフガン人（パシュトゥーン人）の話す言語である。インドヨーロッパ語族のイラン語派の東語群に属す。

## 分布
話者はアフガニスタンの主に東部、南部1200万人、パキスタンの西部に2800万人。
方言差が激しく、有力な標準語がない。そのため異なる地域から来たパシュトゥーン人どうしで意思疎通が容易でないこともしばしばである。なお、パシュトー語分布域であるパキスタンおよびアフガニスタンの国民は生活上の必要性から多言語話者であることが多く、パシュトゥーン人がペルシア語（およびダリー語）を話すこともしばしばある。
アフガニスタンでは、憲法によりパシュトー語が公用語と定められている。一方、パキスタンでは、国語および公用語として定められていない。

## 文法
主語-目的語-動詞の順にならぶSOV型で、形容詞が名詞の前にくるAN型である。名詞（形容詞）は文法性（男性、女性）、数（単数、複数）、格（主格、斜格）によって変化する。
主格は主語、また現在形の動詞の目的語に用いられ、斜格は接置詞（前置詞、後置詞）と過去形の動詞の目的語に用いられる。ロマンス語にあるような冠詞はない。
動詞は（現在、過去）と（単純形、完了形）を組み合わせでできる4種に過去進行形と接続法を合わせた6種に変化する。現在単純形と接続法以外の4種の場合、動詞が目的語と語形の一致をとる。

## 音韻論

### 母音
|      | 前舌 | 中舌 | 後舌 |
| ---- | ---- | ---- | ---- |
| 狭   | i    |      | u    |
| 中央 | e    | ə    | o    |
| 広   | a    |      | ɑ    |

### 子音
|               |               | 両唇 | 歯歯茎 | 後部歯茎 | そり舌 | 硬口蓋 | 軟口蓋 | 口蓋垂 | 声門 |
| ------------- | ------------- | ---- | ------ | -------- | ------ | ------ | ------ | ------ | ---- |
| 鼻            | 鼻            | m    | n      |          | ɳ      |        | ŋ      |        |      |
| 破裂          | 無声          | p    | t      |          | ʈ      |        | k      | (q)    |      |
| 破裂          | 有声          | b    | d      |          | ɖ      |        | ɡ      |        |      |
| 破擦          | 無声          |      | t͡s     | t͡ʃ       |        |        |        |        |      |
| 破擦          | 有声          |      | d͡z     | d͡ʒ       |        |        |        |        |      |
| 摩擦          | 無声          | (f)  | s      | ʃ        | ʂ~ç    | ʂ~ç    | x      |        | h    |
| 摩擦          | 有声          |      | z      | ʒ        | ʐ~ʝ    | ʐ~ʝ    | ɣ      |        |      |
| 接近          | 接近          |      | l      |          |        | j      | w      |        |      |
| ふるえ/はじき | ふるえ/はじき |      | r      |          | ɽ      |        |        |        |      |

- (借用された音素)は他の音素と区別して、網掛けと括弧書きがされている。/q/と/f/はそれぞれよく[k]と[p] に置き換えられる傾向がある[1][注釈 1]。

## 文字
アラビア文字の系統のペルシア文字に、アラビア語にもペルシア語にも存在しない音（そり舌音など）の文字を加えて改造した、パシュトー文字と呼ばれる文字を用いる。ナスフ体を主に用い、ナスタアリーク体も用いられる。
| ا /ɑ, ʔ/ | ب /b/ | پ /p/       | ت /t/ | ټ /ʈ/       | ث /s/ | ج /dʒ/    | ځ /dz/      | چ /tʃ/ | څ /ts/ | ح /h/       | خ /x/ |
| د /d/    | ډ /ɖ/ | ﺫ /z/       | ﺭ /r/ | ړ /ɭ̆/       | ﺯ /z/ | ژ /ʒ/     | ږ /ʐ, ʝ, ɡ/ | س /s/  | ش /ʃ/  | ښ /ʂ, ç, x/ |       |
| ص /s/    | ض /z/ | ط /t/       | ظ /z/ | ع /ʔ/       | غ /ɣ/ | ف /f/     | ق /q/       | ک /k/  | ګ /ɡ/  | ل /l/       | م /m/ |
| ن /n/    | ڼ /ɳ/ | و /w, u, o/ | ؤ /o/ | ه /h, a, ə/ | ۀ /ə/ | ی /j, ai/ | ي /i/       | ې /e/  | ۍ /əi/ | ئ /ai/      |       |

## 方言
- 北部パシュトー語 - 11,430,000人（パキスタン、アフガニスタン、アラブ首長国連邦）
  - ギルザイ方言 - Ghilzai (pbu-ghi)
  - 北東パシュトー方言 - Northwestern Pakhto (pbu-nop)
  - Ningraharian Pashto (pbu-nin)
  - デュラニ方言 - Durani (pbu-dur)
- 中部パシュトー語 - 7,920,000人（パキスタン）
  - Bannuchi (pst-ban)
  - Waciri (pst-wac)
- 南部パシュトー語 - 7,590,100人（アフガニスタン、イラン、パキスタン、タジキスタン）
  - クエッタ・パシュトー方言 - Quetta Pashto (pbt-que)
  - 南東パシュトー方言 - Southeastern Pashto (pbt-sou)
  - カンダハール・パシュトー方言 - Kandahar Pashto (pbt-kan)
  - 南西パシュトー方言 - Southwestern Pashto (pbt-sop)